# Шлёцер, Павел Юльевич
Павел Юльевич Шлёцер (Поль де Шлёцер) (1841 или 1842—1898) — польский пианист и педагог немецкого происхождения. Он, вероятно, был также композитором, но известны только два произведения, приписываемые ему, и автором обоих мог быть польский композитор Мориц Мошковский.

## Биография
О жизни Павла Шлёцера известно очень мало. Он был пианистом, аккомпаниатором испанского скрипача Пабло де Сарасате и собственного брата, также скрипача, Теодора (Фёдора) де Шлёцера. С 1879 года преподавал в Институте музыки в Варшаве, сменив вышедшего на пенсию Юлиуша Яноту. Польский композитор, пианист и впоследствии государственный деятель Игнаций Падеревский упоминает о Павле Шлёцере в своих письмах, иногда допуская пренебрежительные эпитеты, такие как «Мистер Поль» и «Паблито». Примерно в 1892 году Шлёцер стал профессором Московской консерватории, где среди наиболее известных его учеников был музыковед Леонид Сабанеев. 3 февраля 1894 он исполнял в зале консерватории «Сонату для виолончели и фортепиано» Шопена с участием чешского виолончелиста Гануша Вигана.
Его племянница Татьяна Фёдоровна Шлёцер стала второй (фактической) женой композитора Александра Скрябина . Племянник Павла Шлёцера, брат Татьяны, Борис де Шлёцер, стал известным музыкальным критиком.

## Споры
Павел Шлёцер практически неизвестен как композитор за исключением двух этюдов, Op. 1 для фортепиано. В источниках распространено утверждение, что Сергей Рахманинов использовал Этюд No. 2 в Ля-бемоль мажоре Павла Шлёцера для ежедневной разминки, одна как минимум в одном источнике эта история названа легендой. Доступны несколько аудиозаписей этого этюда, например, в исполнении Хорхе Болета и Стивен Хафа. Запись Эйлин Джойс 1941 года считается непревзойденной. Самая ранняя известная запись, в исполнении Веры Тимановой, ученицы Ференца Листа, относится к 1907 году.
Некоторые исследователи полагают, что Павел Шлёцер не был автором этих этюдов. В любом случае, учитывая их виртуозность, очень интригует, почему ничего другого не появилось из-под его пера, и почему он не достиг признания как крупный пианист. Согласно циркулировавшим слухам, этюды были на самом деле написаны композитором Морицем Мошковским, проигравшим эти сочинения в карточной игре Шлёцеру, который затем опубликовал их под своим именем. Сходство между этюдом No. 2 Шлёцера и No.11 Мошковского из 15 Études de Virtuosité, Op. 72, также в ля-бемоль, несомненно. Однако нельзя исключать, что это сходство и породило легенду, будто произведения Шлёцера были написаны Мошковским.